# Chlorophonia flavirostris
Clorofónia-de-colar ou gaturamo-de-colar-amarelo (Chlorophonia flavirostris) é uma espécie de ave da família Fringillidae.
Pode ser encontrada nos seguintes países: Colômbia, Equador e Panamá.
Os seus habitats naturais são: florestas subtropicais ou tropicais húmidas de baixa altitude e regiões subtropicais ou tropicais húmidas de alta altitude.